# سقنقورية
السَقَنْقُور أو الإسقنقور هو اسم شائع للسحليات التي تنتمي إلى الفَصيلة السَقنقُوريّة (الاسم العلمي: Scincidae) التي تتبع رتبة الحرشفيات من طائفة العظايا الحرشفية. هذه الأخيرة هي فصيلة سحالٍ تضم أكثر من 1500 نوع موصوف، وهي من أكثر الفصائل تنوعاً.

## معرض صور

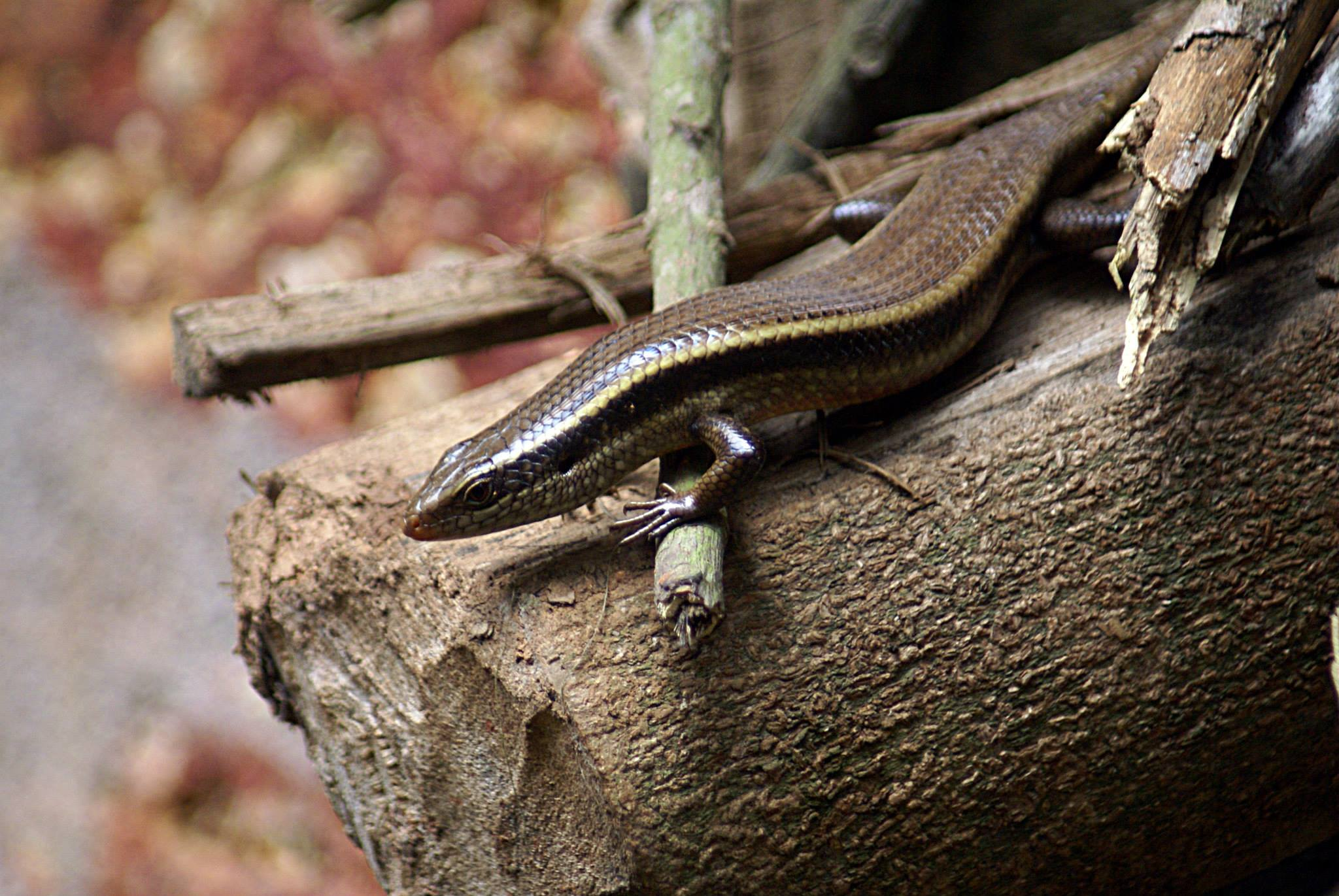
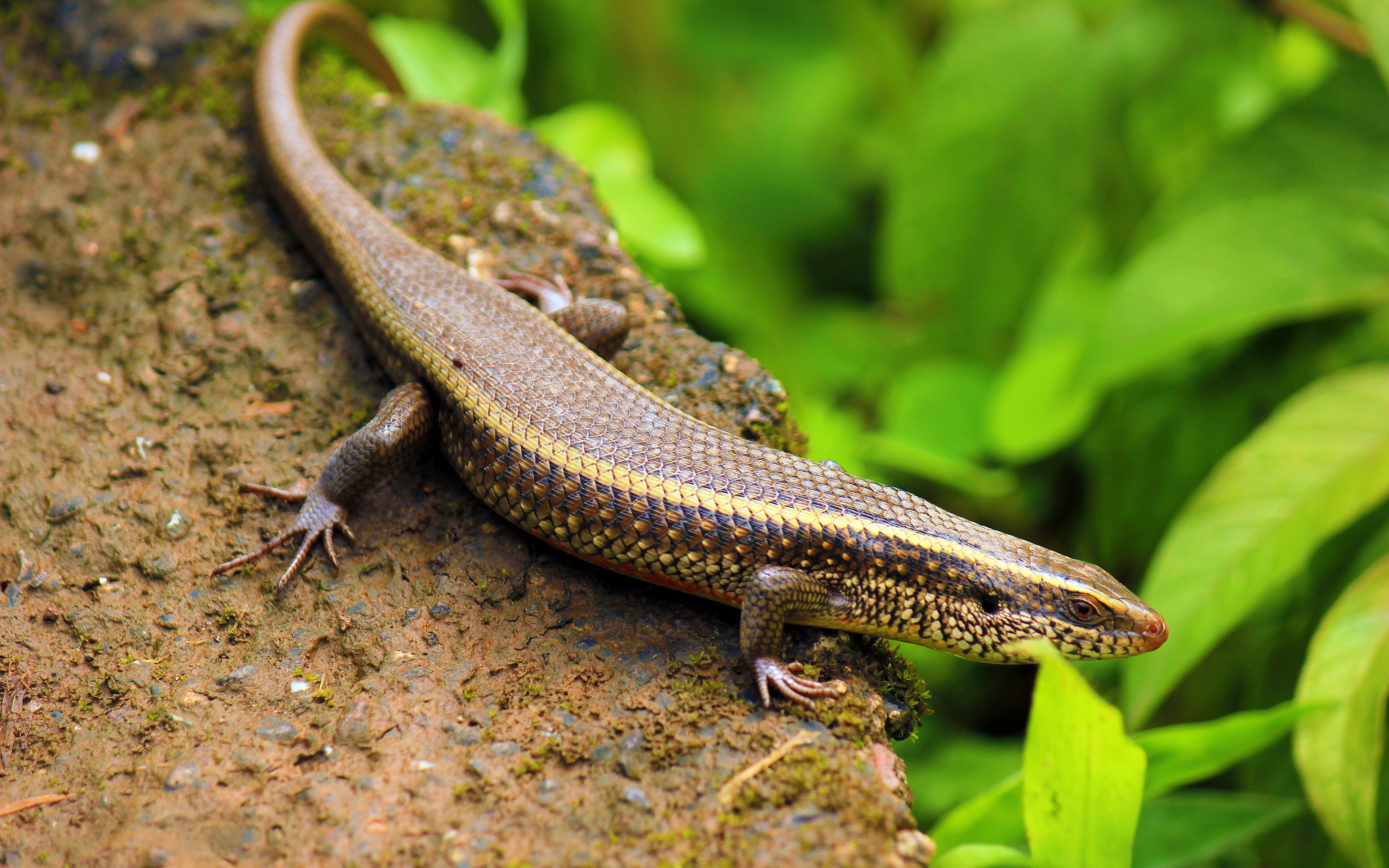
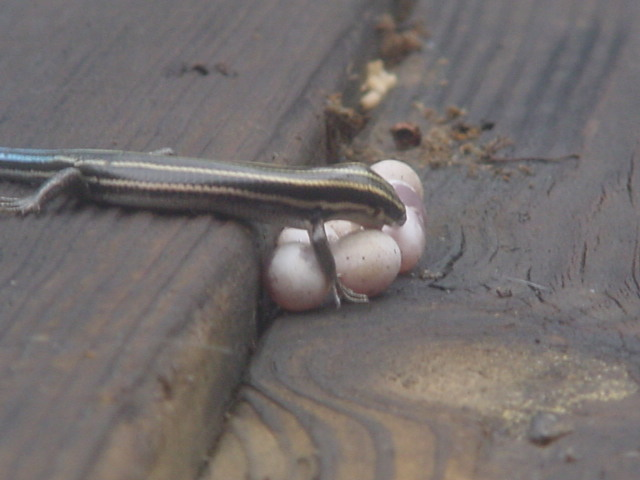
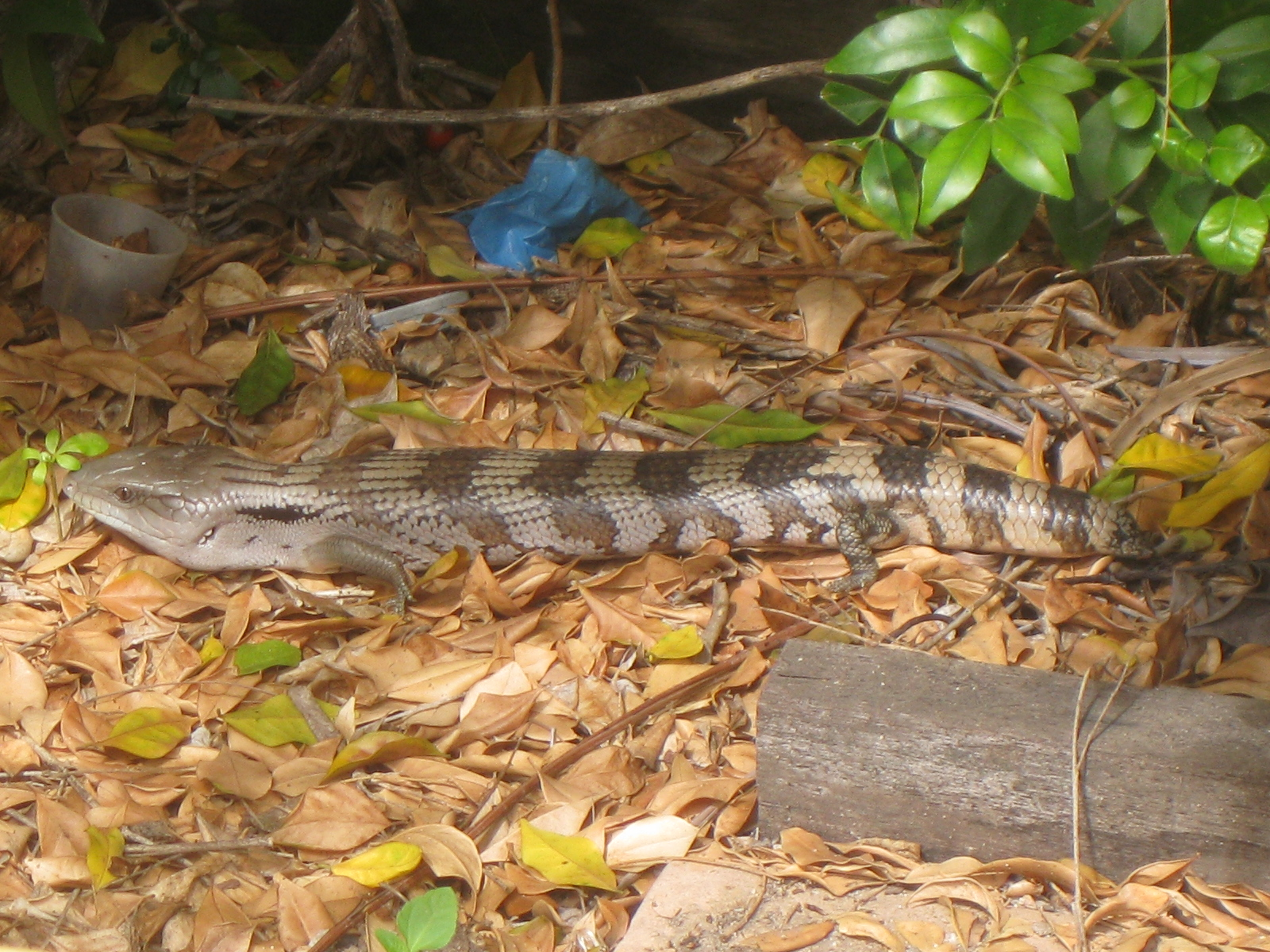

## التصنيف
- السقنقوراوات
  - السقنقور